# Bikala
Bikal. (mađ. Bikala, nje. Wickerl) je selo u središnjoj južnoj Mađarskoj.
Zauzima površinu od 17,03 km četvorna.

## Zemljopisni položaj
Nalazi se na 46° 20' sjeverne zemljopisne širine i 18° 17' istočne zemljopisne dužine, sjeverozapadno od Mečeka. Magoč je 2 km sjeverozapadno, Hajmaš je 2,5 km sjeverno, Egyházaskozár je pola kilometra istočno, Maroca je 3 km jugoistočno. Južno su 3,5 km udaljeni Kubin i Slatnik. Alsómocsolád je 2 km jugozapadno.
Bikala je sa svih strana okružena jezercima.

## Upravna organizacija
Upravno pripada Šaškoj mikroregiji u Baranjskoj županiji. Poštanski broj je 7346.

## Povijest
Povijesni dokumenti prvi put spominju Bikalu 1325. pod imenom Villa Bykol.
Naselje je pripadalo obitelji Szente-Mágócs.
Za razliku od brojnih naselja u Ugarskoj koja su pala pod Tursko Carstvo, Bikala nije opustjela za turske vlasti. Porezni popisi od 1554. – 1556. te 1586. bilježe 16 kuća.
1696. je zabilježeno 5 obitelji koje su stanovale u Bikali.
U iseljeničkom valu iz 1715. je dio Hrvata iz ogulinskog i otočačkog kraja je odselio u ove krajeve, a konačno su se 1720-ih doselili u sela Bikalu (kao i mađarske obitelji ), Magoč i Hajmaš. Vremenom su svi ti Hrvati pomađareni, ali su sve vrijeme zadržali čakavske osobine svog govora, uz neke usput poprimljene štokavske i kajkavske elemente u govoru.
Krajem 18. stoljeća se u Bikalu doseljavaju evangelisti Nijemci.
1830. je selo posjed kraljevske komore. U to vrijeme je u selu živio 521 Hrvat i 540 Nijemaca.

## Kulturne znamenitosti
- dvorac Puchner

## Stanovništvo
Bikala ima 876 stanovnika (2001.). Mađari su većina. Nijemaca, koji u selu imaju manjinsku samoupravu je nešto iznad 11%. 57% je rimokatolika, luterana je skoro 15%. Bikala je nekad imala i značajni broj Hrvata.

## Vanjske poveznice
- (mađ.) Bikal Község hivatalos honlapja
- (mađ.) Bikal a Vendégvárón  Arhivirana inačica izvorne stranice od 12. svibnja 2005. (Wayback Machine)
- (mađ.) Bikal az eSzálláson  Arhivirana inačica izvorne stranice od 10. veljače 2009. (Wayback Machine)
- (mađ.) Video Bikalról - indulhatunk.hu  Arhivirana inačica izvorne stranice od 6. travnja 2009. (Wayback Machine)
- Bikala na fallingrain.com